# Lövkvistbock
Lövkvistbock (Pogonocherus hispidulus) är en skalbagge i familjen långhorningar. Den är 6 till 7 millimeter lång. 